# Benedikt Gimber
Benedikt Steffen Gimber (* 19. Februar 1997 in Buchen) ist ein deutscher Fußballspieler, der beim 1. FC Heidenheim 1846 unter Vertrag steht.

## Karriere

### Verein
Gimber begann gemeinsam mit Simon Lorenz das Fußballspielen beim TSV Sulzbach. Er wechselte dann zum SV Schefflenz. Gimber durchlief ab 2009 die Jugendmannschaften der TSG 1899 Hoffenheim. Zur Saison 2015/16 unterschrieb er seinen ersten Profivertrag mit einer Laufzeit bis zum 30. Juni 2019 und rückte in den Profikader auf. Zum Einsatz kam Gimber in der zweiten Mannschaft in der viertklassigen Regionalliga Südwest und in der A-Jugend in der A-Junioren-Bundesliga.
Um Spielpraxis zu sammeln, wurde der Innenverteidiger zur Saison 2016/17 an den SV Sandhausen in die 2. Bundesliga ausgeliehen. Dort kam er jedoch nur für die zweite Mannschaft zum Einsatz, sodass die Leihe am 31. Januar 2017 vorzeitig beendet und Gimber bis Juni 2018 an den Karlsruher SC verliehen wurde. Dort kam er am 20. Spieltag zu seinem ersten Profieinsatz, als er bei der 1:2-Niederlage gegen den TSV 1860 München in der zweiten Minute der Nachspielzeit für Moritz Stoppelkamp eingewechselt wurde. Nach dem Abstieg des KSC in die 3. Liga endete die Leihe vorzeitig.
Zur Saison 2017/18 wurde Gimber an Zweitliga-Aufsteiger SSV Jahn Regensburg weiterverliehen. Dort erzielte er beim 3:2-Heimsieg gegen Arminia Bielefeld am 16. Dezember 2017 (18. Spieltag) sein erstes Profitor zum zwischenzeitlichen 1:1.
Zur Saison 2018/19 wechselte Gimber innerhalb der 2. Bundesliga zum FC Ingolstadt 04, bei dem er einen Vertrag mit einer Laufzeit bis zum 30. Juni 2021 unterschrieb. Mit Ingolstadt verlor er am Ende der Saison die Relegation gegen den SV Wehen Wiesbaden und stieg damit in die 3. Liga ab.
In der Folge kam er für die Oberbayern lediglich einmal im Landespokal zum Einsatz und kehrte zum 5. Spieltag der Zweitligaspielzeit 2019/20 zu seinem ehemaligen Leihverein Jahn Regensburg zurück. Die Oberpfälzer statteten den Verteidiger mit einem bis Juni 2023 gültigen Vertrag aus.
Zur Saison 2020/21 wurde er von Trainer Mersad Selimbegović zum neuen Mannschaftskapitän von Jahn Regensburg bestimmt.
Am 19. Juni 2023 gab der 1. FC Heidenheim 1846 die ablösefreie Verpflichtung zur Bundesligasaison 2023/24 bekannt. Sein Pflichtspiel-Debüt für Heidenheim gab Gimber in der zweiten Runde des DFB-Pokals, in der man gegen Borussia Mönchengladbach ausschied. Eine Woche später folgte der erste Bundesligaeinsatz. Ab diesem Zeitpunkt verpasste er in der restlichen Saison nur ein einziges Ligaspiel und erreichte mit Heidenheim die Play-offs für die UEFA Conference League. In der folgenden Saison hatte Gimber sich endgültig in die Startelf gespielt und verpasste nur zwei Ligaspiele, eines davon wegen einer Gelbsperre. Auch in der Conference League kam er zu zwei Einsätzen. Sportlich verlief die Saison für seinen Verein aber weniger erfolgreich: Der Abstieg konnte erst in der Relegation gegen die SV Elversberg verhindert werden; Gimber kam hier im Rückspiel zum Einsatz.

### Nationalmannschaft
Gimber spielte bislang für sämtliche deutschen U-Nationalmannschaften. Die deutsche U17-Nationalmannschaft führte er 2014 als Kapitän in die EM in Malta, bestritt alle Spiele, scheiterte jedoch in der Vorrunde. Mit der deutschen U19 erreichte er 2016, ebenfalls als Kapitän, bei der EM im eigenen Land Platz 5. Zuletzt war Gimber Kapitän der deutschen U20-Nationalmannschaft. Mit dieser nahm er 2017 an der U20-Weltmeisterschaft teil, bei der Deutschland im Achtelfinale mit 3:4 n. V. an Sambia scheiterte. Gimber stand in allen vier absolvierten Partien auf dem Platz.